# بولات نیازمبتوف
بولات نیازمبتوف (انگلیسی: Bulat Niyazymbetov؛ زادهٔ ۱۹ سپتامبر ۱۹۷۲) بوکسور اهل قزاقستان است.